# Ataque ao Forte Coimbra
O Ataque ao Forte Coimbra foi um ataque ao forte brasileiro por tropas paraguaias que durou de 27 a 29 de dezembro de 1864. Depois de dois dias de lutas, os brasileiros escaparam de noite no vapor Anhambaí.

## O Combate
O Forte de Nova Coimbra, construído pelos portugueses no século XVIII, era um obstáculo ao avanço paraguaio. A coluna fluvial paraguaia, dividida em cinco batalhões de infantaria e dois regimentos de cavalaria a pé, com um total de 3.200 homens, armados com doze canhões listrados, uma bateria de trinta foguetes franceses de 24 mm, protegidos pelas embarcações de guerra sob o comando do coronel paraguaio Vicente Bairros, avançou sobre o forte no dia 27 de dezembro de 1864. A guarnição brasileira era defendido por apenas 195 brasileiros (155 militares e guardas nacionais, e o restante civis), dirigidos pelo sargento José María Fariña, sob comando do comandante do Corpo de Artilharia de Mato Grosso tenente coronel Hermenegildo de Albuquerque Porto Carrero (depois barão do Forte de Coimbra), tendo resistido ao bombardeio paraguaio durante dois dias. Quando as munições se esgotaram, os defensores abandonaram a fortaleza e se retiraram, rio acima, a bordo do Jauru e da canhoneira Anhambaí (que levava rebocado o patacho Jacobina) em direção a Corumbá. Entre os defensores do forte achava-se o cacique caduveo Lapagate e outros dez indígenas aliados dos brasileiros.
O forte (e a bateria fronteira, no Morro da Marinha) permaneceu ocupado pelas forças paraguaias até abril de 1868, quando o abandonaram, conduzindo a sua artilharia e tudo o que nele existia.